# Hòa Hiệp, Thành phố Hồ Chí Minh
Hòa Hiệp là một xã thuộc Thành phố Hồ Chí Minh, Việt Nam.
Xã có diện tích 99,72 km², dân số năm 2014 là 24390 người, mật độ dân số đạt 245 người/km².